# Бараков, Пётр Фёдорович
Пëтр Фëдорович Бараков (1858 — 1919, Харьков) — русский учёный-агроном, профессор Ново-Александрийского, а затем Харьковского институтов сельского хозяйства и лесоводства, один из пионеров и организаторов русского сельскохозяйственного опытного дела.

## Биография
Выпускник Петербургского университета. В 1884 году принимал участие в экспедиции В. В. Докучаева по исследованию почв Нижегородской губернии.
В 1886 году организовал Богодуховскую сельскохозяйственную опытную станцию в Орловской губернии. Отчеты о работах, производившихся на станции, были опубликованы в «Трудах Императорского вольного экономического общества» и отдельно («Опыт изучения естественнонаучных основ полеводства в лесостепной области Европейской России» в 1898 году, магистерская диссертация).
С 1889 — заведующий кафедрой агрономии при Новороссийском университете. Принимал активное участие в создании Одесской (1893) и Плотянской опытных станций. Организовал опытные работы по дренажу полей, провёл многолетние лизиметрические наблюдения.
С 1893 принимал участие в особой экспедиции лесного департамента, под руководством В. В. Докучаева, по изысканию способов правильной организации водного и лесного хозяйства в степной полосе, где ему была поручена организация сельскохозяйственного опытного дела.
В 1894—1914 П. Бараков — профессор общего земледелия Ново-Александрийского института сельского хозяйства и лесоводства. В 1914 в связи с началом первой мировой войны вместе с институтом был эвакуирован в Харьков, где до своей смерти работал профессором НИИ сельского хозяйства.

## Семья
- Сын — Николай Бараков (1905—1943) — член подпольной организации Молодая гвардия, казненный в Краснодоне.

## Избранные научные труды и публикации
- О поглотительной способности растительно-наземных почв Нижегородской губернии (1887);
- Опыт изучения естественнонаучных основ полеводства в лесостепной области Европейской России (ч. 1, 1898);
- Проект сельскохозяйственных опытов на участках особой экспедиции;
- Детальный проект организации опытных полей на участках экспедиции;
- Курс общего земледелия;
- Развитие сельскохозяйственного опытного дела у нас («Записки ново-александрийского института», за 1908 год);
- Основные задачи наших сельскохозяйственных опытных учреждений («Труды Императорского вольного экономического общества», 1910);
- Стенные таблицы по земледелию, серия I: «Почва и её обработка»;
- Современное положение вопроса о плодородии почвы («Записки ново-александрийского института», за 1905 год);
- Лизиметры и их роль в изучении свойств почвы, обусловливающих её плодородие («Почвоведение», 1908);
- Содержание углекислоты в почвах в различные периоды роста растений («Журнал опытной агрономии», 1910) и другие.

Автор ряда статей и докладов по вопросам опытного дела. Написанный Барановым «Курс общего земледелия» в 2 частях (1-е издание, 1903; 3-е издание, 1916) до середины 1950-х гг. являлся наиболее полным руководством по общему земледелию.